# سوزان پیت
سوزان پیت (به انگلیسی: Susan Pitt) (۱۸ ژوئن ۱۹۴۸ – ۲۳ نوامبر ۲۰۲۴) شناگر اهل ایالات متحده آمریکا بود.